# Turin-Mailänder Stundenbuch
Das Turin-Mailänder Stundenbuch ist eine auf Pergament geschriebene Bilderhandschrift des 14. bis 15. Jahrhunderts.
Eine nach 1395 für den Herzog von Berry begonnene Bilderhandschrift ist unter dem Namen Très Belles Heures de Notre-Dame bekannt. Ein unvollendeter Teil davon wurde später abgetrennt, im Laufe der ersten Hälfte des 15. Jahrhunderts mit Miniaturen versehen, noch einmal geteilt und wird heute nach den ehemaligen Standorten als Turin-Mailänder Stundenbuch oder auch als Turin-Mailänder Gebetbuch bezeichnet.
Da man das Turin-Mailänder Gebetbuch als Teil der Très Belles Heures de Notre-Dame bezeichnen kann, aber nicht umgekehrt, und auch um die Entstehungsgeschichte, die beteiligten Künstler, die komplizierte Besitzabfolge und die heutigen Aufbewahrungsorte übersichtlich nebeneinanderstellen zu können, werden die Teile der Handschrift im Artikel Très Belles Heures de Notre-Dame zusammenhängend erläutert.